# 消極的自由
消極的自由（しょうきょくてきじゆう、英: negative liberty）は、アイザイア・バーリンがTwo Concepts of Libertyにおいて提唱した、積極的自由（英: Positive liberty）と対になる自由概念の一つ。他者の強制的干渉が不在の状態を意味する。

## 消極的自由と積極的自由
消極的自由は他者の権力に従わない状態、他者の強制的干渉が不在の状態を意味する。例えば信教の自由では政府が国民個人の宗教活動に干渉しないと規定（国家からの自由）するように、消極的自由は他者の干渉が物理的に無い範囲を規定する。
一方、積極的自由は、自己実現や「能力」（capability）によって規定される概念であり、自己の意志を実現しうること、能力のあることが自由である。自己の行為や生が自己の意志や決定に基づいているかどうか、自己自身を律しうる自立した状態にあるかどうかという観点から見た自由である。そのように基づいていることが自由、そのような肯定的な状態にあることが自由なのである。
また、貧富の格差の存在する社会において、それを解消し、社会権（国家による自由）を実現するために、政府が富者から高額の税金を徴収し、貧者に分配することや、一般に社会的弱者に分類された人々に対し、教育や就職などでより多くの機会を与えることにより社会的な格差を解消しようとする行為（アファーマティブ・アクション）も、自己実現が困難な疎外された立場にある者の自己実現を容易にするという点で積極的自由の実現と考えられている。
また両者の区別は、自由という語の解釈の違いと並行するものでもある。自由を他者に従わないことと見れば消極的自由の側面が現れ、自己自身に従うことと見れば積極的自由の側面が現れることとなる。消極的自由は「～からの自由（liberty from）」、積極的自由は「～への自由（liberty to）」とも呼ばれる。
より一般的には、消極的自由と積極的自由の相違は社会的な、とりわけ物質的条件によって、いかなる権利の上での禁止もないのに、自己の望むことをなしえないとき、または当人が無知などから無自覚に権利の行使を放棄しているときにこの状態を自由とみなすかどうかというような想定において議論となる。この点での相違は、「結果の平等」と「機会の平等」とパラレルに語られることが多いが、少なくとも概念的には、このふたつの相違は全く同一と言うわけではない。
バーリンは消極的自由と積極的自由の区別が西欧政治思想の伝統に深く根付いたものであると指摘している。消極的自由は主にホッブス、ロック、アダム・スミス、ジョン・スチュアート・ミルらイギリスの政治哲学者、積極的自由は主にルソー、ヘーゲル、マルクスらヨーロッパ大陸の哲学者に提唱されてきた。

## 両者の対立
積極的自由は主として消極的自由に対して、それが形式的な自由を与えるものであっても、現実には大多数の個人に対しては不自由をもたらすものであり、何ら結果や、自己の意志の及ぶ範囲の実質的な保証・拡大をもたらさず、実質的には自由の名に価しないという観点、また観念的、権利上の許可、純粋な禁止の不在に過ぎないならば、ただ想念のなかのみの自由ではないかという観点から対立する。
消極的自由の観点からの積極的自由への批判は、積極的自由が自己の意志に従うことができることによって規定されることから、その「自己」が「我々」や「投影された自己としての理想的他者」、あるいはより一般的には「本来の自己」（経験的に現に表明されているそのひとの意志が、そのひとの本当の、あるいは本来の意志とみなしてよいか、という議論から想定されるものであり、この点を認めるかどうか、ということは非常に重要な論点を為す。認める立場からは、たとえば十全な判断能力には、最低限の、しかも適切な情報と心身の最低限の健康が必要であり、それらを欠いて形成された見解、主張を本人の「本来の」意志とみなすことには限界がある、といった議論が可能である。）に横ずれすれば、真に自己の意志に基づいてなされた行為までも規制することが可能となり、パターナリズムの一種に他ならない、また、特定の立場の人々の自己実現を容易にするために、他者の自由な行動を犠牲にすることを容認する結果となる、などの理由から容易に他者による支配を肯定してしまうという議論が代表的なものである。

## 経済思想との関係
消極的自由を信奉する古典的自由主義は、個々人の利己主義がその意図せざる結果として社会公共の利益（最大多数の最大幸福）を達成すると説くアダム・スミス以来の見えざる手に信頼するものであった。
それに対し、社会公共の利益を達成する手段としては、利己心（見えざる手）のみに信頼することはできないとして、積極的自由を推奨する現代のリベラリズムが登場した。この立場では、見えざる手を補完するものとして、不完全雇用均衡を是正するためのケインズ政策などによる政府の意図的な介入が是認されることになる。
一方、現代のリベラリズムが、社会主義を起源とする福祉国家的施策を容認する社会民主主義的な弱者救済思想との親和性を高めるに至ったとして、これが結局個人の消極的自由を侵害することになると批判し、古典的な自由主義の立場を再主張する思想がリバタリアニズムである。この立場では、政府の意図的な干渉は、帰結主義的には最大多数の最大幸福を達するためにはかえって有害であり、自然権的には自明の理とされる私的所有権を侵害するものとして捉えられる。現在では、消極的自由を信奉する立場を指す用語として、古典的自由主義の系譜に属するリバタリアニズムという用語が使われるようになった。